# طوق الياسمين (مسلسل)
طوق الياسمين هو مسلسل درامي سوري انتج عام 2008، بطولة عدد من نجوم الدراما السورية منهم باسل خياط، ندين تحسين بك، سلافة معمار وآخرين.
يحكي المسلسل قصة درامية مستوحاة من المجتمع السوري، ويؤدي «باسل خياط» دور شاب يغرم بفتاة هي «ندين تحسين بك» ويتزوجها ثم تبدأ المشاكل الزوجية بينهما، فيما تعاني «سلافة معمار» بعد وفاة زوجها وتمر بمشاكل وصراعات تتفاقم لتوصلها إلى الجنون.

## قصة المسلسل
يروي المسلسل حكاية الفتاة الجامعية «ياسمين» والتي تكون على أبواب التخرج والتي ترسب في مادة لتلجأ إلى مساعد في الجامعة والذي يحاول التحرش بها وتصده ياسمين، وكما يقول المثل «ضربني وبكى وسبقني واشتكى» ليشتكي عليها المساعد إلى الشرطة ولتزج في السجن وتُحرم من شهادتها الجامعية ولتمر على عدة عتبات وصعاب في الدنيا ترميها اخيرا في مركز الرعاية النفسية لتساعدها طالبة تعد المحاماة. 
يركز المسلسل على قضية التحرش في النساء في المجتمع السوري آنذاك وآثاره عليهن. حيث أن ياسمين، الفتاة الجميلة لم تسلم من نظرات الجيران أو أصحاب المحلات أو المحامي أو طلاب الجامعة وحتى ان الأمر بدء لديها منذ طفولتها مما ولّد لديها عقدة نفسية. تقع ياسمين في العديد من المآزق بسبب التحرش ويروي المسلسل معاناتها لمواجهة المجتمع وعائلتها. 